# Karlsruher Sport-Club Mühlburg-Phönix 2009-2010
Questa voce raccoglie le informazioni riguardanti il Karlsruher Sport-Club Mühlburg-Phönix nelle competizioni ufficiali della stagione 2009-2010.

## Stagione
Nella stagione 2009-2010 il Karlsruhe, allenato da Markus Schupp, concluse il campionato di 2. Bundesliga al 10º posto. In Coppa di Germania il Karlsruhe fu eliminato al secondo turno dal Borussia Dortmund.

## Rosa
| N. |                     | Ruolo | Calciatore              |
| -- | ------------------- | ----- | ----------------------- |
| 1  | Francia (bandiera)  | P     | Jean-François Kornetzky |
| 31 | Germania (bandiera) | P     | Markus Miller           |
| 29 | Germania (bandiera) | P     | Kristian Nicht          |
| 5  | Germania (bandiera) | D     | Christian Demirtas      |
| 6  | Germania (bandiera) | D     | Thomas Konrad           |
| 23 | Germania (bandiera) | D     | Matthias Langkamp       |
| 24 | Germania (bandiera) | D     | Sebastian Langkamp      |
| 37 | Camerun (bandiera)  | D     | Marvin Matip            |
| 36 | Germania (bandiera) | D     | Stefan Müller           |
| 11 | Germania (bandiera) | D     | Andreas Schäfer         |
| 4  | Ghana (bandiera)    | C     | Godfried Aduobe         |
| 25 | Germania (bandiera) | C     | Michael Blum            |
| 26 | Germania (bandiera) | C     | Matthias Cuntz          |
| 22 | Germania (bandiera) | C     | Marco Engelhardt        |
| 21 | Francia (bandiera)  | C     | Gaetan Krebs            |

| N. |                      | Ruolo | Calciatore           |
| -- | -------------------- | ----- | -------------------- |
| 8  | Germania (bandiera)  | C     | Michael Mutzel       |
| 10 | Germania (bandiera)  | C     | Massimilian Porcello |
| 3  | Germania (bandiera)  | C     | Lukas Rupp           |
| 17 | Germania (bandiera)  | C     | Timo Staffeldt       |
| 28 | Germania (bandiera)  | C     | Lars Stindl          |
| 2  | Germania (bandiera)  | C     | Matthias Zimmermann  |
| 19 | Turchia (bandiera)   | A     | Serhat Akın          |
| 38 | Germania (bandiera)  | A     | Christopher Bieber   |
| 18 | Nigeria (bandiera)   | A     | Macauley Chrisantus  |
| 27 | Germania (bandiera)  | A     | Patrick Dulleck      |
| 14 | Germania (bandiera)  | A     | Anton Fink           |
| 9  | Georgia (bandiera)   | A     | Aleksandr Iashvili   |
| 30 | Finlandia (bandiera) | A     | Niklas Tarvajärvi    |
| 7  | Germania (bandiera)  | A     | Christian Timm       |

## Organigramma societario
Area tecnica
- Allenatore: Markus Schupp
- Allenatore in seconda: Karl-Heinz Emig
- Preparatore dei portieri: Peter Gadinger
- Preparatori atletici:

## Risultati

### 2. Bundesliga

#### Girone di andata
| Arbitro: | Perl |

|                |           |                  |
| Chrisantus 81’ | Marcatori | 53’ (aut.) Drpić |

| Arbitro: | Aytekin |

|                            |           |  |
| Schachten 5’ Wachsmuth 33’ | Marcatori |  |

| Arbitro: | Gagelmann |

|            |           |                                 |
| Cooper 18’ | Marcatori | 19’ Timm 59’ Krebs 72’ Langkamp |

| Arbitro: | Bandurski |

|  |           |                                          |
|  | Marcatori | 25’, 55’ Lehmann 69’ Hennings 74’ Ebbers |

| Arbitro: | Gräfe |

|               |           |                                               |
| Shao 36’, 43’ | Marcatori | 19’ Langkamp 53’ Timm 63’ Stindl 90’ Iashvili |

| Arbitro: | Winkmann |

|                           |           |  |
| Langkamp 52’ Iashvili 75’ | Marcatori |  |

| Arbitro: | Kempter |

|                              |           |  |
| Rodnei 42’ Schulz 53’ (rig.) | Marcatori |  |

| Arbitro: | Brych |

|  |           |          |
|  | Marcatori | 43’ Fořt |

| Arbitro: | Steuer |

|          |           |            |
| Thurk 5’ | Marcatori | 10’ Stindl |

| Arbitro: | Leicher |

|          |           |                 |
| Fink 62’ | Marcatori | 65’ (rig.) Kaya |

| Arbitro: | Drees |

|            |           |  |
| Harnik 43’ | Marcatori |  |

| Arbitro: | Fleischer |

|                        |           |                                 |
| Blum 14’ Fink 24’, 32’ | Marcatori | 49’ (rig.) Mattuschka 71’ Şahin |

| Arbitro: | Christ |

|                        |           |          |
| Fillinger 31’ Kern 50’ | Marcatori | 48’ Blum |

| Arbitro: | Fritz |

|                     |           |          |
| Stindl 47’ Fink 62’ | Marcatori | 74’ Kuqi |

| Arbitro: | Meyer |

|            |           |                              |
| Bröker 71’ | Marcatori | 13’, 86’ Stindl 43’ Iashvili |

| Arbitro: | Thielert |

|  |           |           |
|  | Marcatori | 22’ Grlić |

| Arbitro: | Rafati |

|            |           |                                            |
| Müller 70’ | Marcatori | 8’ Stindl 36’, 85’ Iashvili 80’ Tarvajärvi |

#### Girone di ritorno
| Arbitro: | Winkmann |

|                                     |           |                |
| Adlung 1’ Auer 48’ Drpić 65’ (aut.) | Marcatori | 58’ Tarvajärvi |

| Arbitro: | Hartmann |

|             |           |                |
| Schäfer 88’ | Marcatori | 9’, 12’ Sağlık |

| Arbitro: | Schriever |

|                   |           |                |
| Hennings 24’, 45’ | Marcatori | 40’ Chrisantus |

| Arbitro: | Fischer |

|  |           |                       |
|  | Marcatori | 57’ Petersen 74’ Jula |

| Arbitro: | Metzen |

|                        |           |  |
| Krebs 27’ Iashvili 48’ | Marcatori |  |

| Arbitro: | Schößling |

|                           |           |                   |
| Klitzpera 16’ Gjasula 68’ | Marcatori | 13’ (rig.) Stindl |

| Arbitro: | Fleischer |

|                |           |                              |
| Chrisantus 45’ | Marcatori | 56’ Jendrišek 79’, 90’ Lakić |

| Arbitro: | Perl |

|  |           |           |
|  | Marcatori | 17’ Krebs |

| Arbitro: | Rafati |

|            |           |  |
| Stindl 27’ | Marcatori |  |

| Arbitro: | Schalk |

|           |           |  |
| König 70’ | Marcatori |  |

| Arbitro: | Sippel |

|                  |           |          |
| Weber 46’ (aut.) | Marcatori | 68’ Gaus |

| Arbitro: | Thielert |

|                       |           |          |
| Mattuschka 10’ (rig.) | Marcatori | 15’ Fink |

| Arbitro: | Wingenbach |

|                    |           |                |
| Fink 81’ Matip 90’ | Marcatori | 32’ Jóhannsson |

| Arbitro: | Fischer |

|                                |           |                         |
| Kapllani 31’ Mavrič 62’ (rig.) | Marcatori | 2’ Stindl 82’ Staffeldt |

| Arbitro: | Wagner |

|              |           |  |
| Langkamp 41’ | Marcatori |  |

| Arbitro: | Grudzinski |

|  |           |          |
|  | Marcatori | 54’ Fink |

| Arbitro: | Bandurski |

|          |           |           |
| Fink 18’ | Marcatori | 35’ Nöthe |

### Coppa di Germania
| Arbitro: | Thielert |

|  |           |                             |
|  | Marcatori | 35’ Buck 82’ (aut.) Neubert |

| Arbitro: | Hartmann |

|  |           |                           |
|  | Marcatori | 2’ Zidan 22’, 51’ Barrios |

## Statistiche

### Statistiche di squadra
| Competizione      | Punti | In casa | In casa | In casa | In casa | In casa | In casa | In trasferta | In trasferta | In trasferta | In trasferta | In trasferta | In trasferta | Totale | Totale | Totale | Totale | Totale | Totale | DR |
| Competizione      | Punti | G       | V       | N       | P       | Gf      | Gs      | G            | V            | N            | P            | Gf           | Gs           | G      | V      | N      | P      | Gf     | Gs     | DR |
| ----------------- | ----- | ------- | ------- | ------- | ------- | ------- | ------- | ------------ | ------------ | ------------ | ------------ | ------------ | ------------ | ------ | ------ | ------ | ------ | ------ | ------ | -- |
| 2. Bundesliga     | 46    | 17      | 7       | 4       | 6       | 19      | 21      | 17           | 6            | 3            | 8            | 24           | 24           | 34     | 13     | 7      | 14     | 43     | 45     | -2 |
| Coppa di Germania | -     | 1       | 0       | 0       | 1       | 0       | 3       | 1            | 1            | 0            | 0            | 2            | 0            | 2      | 1      | 0      | 1      | 2      | 3      | -1 |
| Totale            | -     | 18      | 7       | 4       | 7       | 19      | 24      | 18           | 7            | 3            | 8            | 26           | 24           | 36     | 14     | 7      | 15     | 45     | 48     | -3 |

### Andamento in campionato
| Giornata  | 1 | 2  | 3 | 4  | 5 | 6 | 7 | 8  | 9  | 10 | 11 | 12 | 13 | 14 | 15 | 16 | 17 | 18 | 19 | 20 | 21 | 22 | 23 | 24 | 25 | 26 | 27 | 28 | 29 | 30 | 31 | 32 | 33 | 34 |
| --------- | - | -- | - | -- | - | - | - | -- | -- | -- | -- | -- | -- | -- | -- | -- | -- | -- | -- | -- | -- | -- | -- | -- | -- | -- | -- | -- | -- | -- | -- | -- | -- | -- |
| Luogo     | C | T  | T | C  | T | C | T | C  | T  | C  | T  | C  | T  | C  | T  | C  | T  | T  | C  | T  | C  | C  | T  | C  | T  | C  | T  | C  | T  | C  | T  | C  | T  | C  |
| Risultato | N | P  | V | P  | V | V | P | P  | N  | N  | P  | V  | P  | V  | V  | P  | V  | P  | P  | P  | P  | V  | P  | P  | V  | V  | P  | N  | N  | V  | N  | V  | V  | N  |
| Posizione | 8 | 13 | 8 | 13 | 9 | 5 | 9 | 14 | 14 | 13 | 13 | 13 | 13 | 12 | 8  | 10 | 8  | 10 | 12 | 10 | 10 | 13 | 13 | 13 | 12 | 11 | 12 | 13 | 14 | 12 | 14 | 11 | 8  | 10 |

Legenda:

Luogo: C = Casa; T = Trasferta. Risultato: V = Vittoria; N = Pareggio; P = Sconfitta.

### Statistiche dei giocatori
| Giocatore     | 2. Bundesliga | 2. Bundesliga | 2. Bundesliga | 2. Bundesliga | Coppa di Germania | Coppa di Germania | Coppa di Germania | Coppa di Germania | Totale   | Totale | Totale      | Totale     |
| Giocatore     | Presenze      | Reti          | Ammonizioni   | Espulsioni    | Presenze          | Reti              | Ammonizioni       | Espulsioni        | Presenze | Reti   | Ammonizioni | Espulsioni |
| ------------- | ------------- | ------------- | ------------- | ------------- | ----------------- | ----------------- | ----------------- | ----------------- | -------- | ------ | ----------- | ---------- |
| J. Kornetzky  | 4             | 0             | 1             | 0             | 1                 | 0                 | 0                 | 0                 | 5        | 0      | 1           | 0          |
| M. Miller     | 28            | 0             | 0             | 0             | 1                 | 0                 | 0                 | 0                 | 29       | 0      | 0           | 0          |
| K. Nicht      | 2             | 0             | 0             | 0             | -                 | -                 | -                 | -                 | 2        | 0      | 0           | 0          |
| C. Demirtas   | 23            | 0             | 2             | 0             | -                 | -                 | -                 | -                 | 23       | 0      | 2           | 0          |
| T. Konrad     | 1             | 0             | 0             | 0             | -                 | -                 | -                 | -                 | 1        | 0      | 0           | 0          |
| M. Langkamp   | 11            | 2             | 3             | 0             | 2                 | 0                 | 0                 | 0                 | 13       | 2      | 3           | 0          |
| S. Langkamp   | 29            | 2             | 9             | 0             | 1                 | 0                 | 0                 | 0                 | 30       | 2      | 9           | 0          |
| M. Matip      | 13            | 1             | 1             | 0             | -                 | -                 | -                 | -                 | 13       | 1      | 1           | 0          |
| S. Müller     | 3             | 0             | 0             | 0             | -                 | -                 | -                 | -                 | 3        | 0      | 0           | 0          |
| A. Schäfer    | 29            | 1             | 1             | 0             | 2                 | 0                 | 1                 | 0                 | 31       | 1      | 2           | 0          |
| G. Aduobe     | 25            | 0             | 4             | 0             | 2                 | 0                 | 1                 | 0                 | 27       | 0      | 5           | 0          |
| M. Blum       | 15            | 2             | 0             | 0             | 1                 | 0                 | 0                 | 0                 | 16       | 2      | 0           | 0          |
| M. Cuntz      | 3             | 0             | 1             | 0             | -                 | -                 | -                 | -                 | 3        | 0      | 1           | 0          |
| M. Engelhardt | 28            | 0             | 8             | 0             | 2                 | 0                 | 1                 | 0                 | 30       | 0      | 9           | 0          |
| G. Krebs      | 21            | 3             | 0             | 0             | 1                 | 0                 | 0                 | 0                 | 22       | 3      | 0           | 0          |
| M. Mutzel     | 14            | 0             | 5             | 0             | 1                 | 0                 | 0                 | 0                 | 15       | 0      | 5           | 0          |
| M. Porcello   | -             | -             | -             | -             | -                 | -                 | -                 | -                 | -        | -      | -           | -          |
| L. Rupp       | 2             | 0             | 0             | 0             | -                 | -                 | -                 | -                 | 2        | 0      | 0           | 0          |
| T. Staffeldt  | 26            | 1             | 7             | 0             | 1                 | 0                 | 0                 | 0                 | 27       | 1      | 7           | 0          |
| L. Stindl     | 33            | 9             | 7             | 0             | 2                 | 0                 | 0                 | 0                 | 35       | 9      | 7           | 0          |
| M. Zimmermann | 17            | 0             | 2             | 0             | -                 | -                 | -                 | -                 | 17       | 0      | 2           | 0          |
| S. Akın       | 8             | 0             | 0             | 0             | -                 | -                 | -                 | -                 | 8        | 0      | 0           | 0          |
| C. Bieber     | 2             | 0             | 0             | 0             | -                 | -                 | -                 | -                 | 2        | 0      | 0           | 0          |
| M. Chrisantus | 25            | 3             | 2             | 0             | 1                 | 0                 | 0                 | 0                 | 26       | 3      | 2           | 0          |
| P. Dulleck    | 2             | 0             | 0             | 0             | -                 | -                 | -                 | -                 | 2        | 0      | 0           | 0          |
| A. Fink       | 32            | 8             | 0             | 0             | 2                 | 0                 | 0                 | 0                 | 34       | 8      | 0           | 0          |
| A. Iashvili   | 27            | 6             | 5             | 0             | 2                 | 0                 | 0                 | 0                 | 29       | 6      | 5           | 0          |
| N. Tarvajärvi | 19            | 2             | 0             | 0             | 2                 | 0                 | 0                 | 0                 | 21       | 2      | 0           | 0          |
| C. Timm       | 10            | 2             | 1             | 0             | 2                 | 0                 | 0                 | 0                 | 12       | 2      | 1           | 0          |
| S. Buck       | 1             | 0             | 0             | 0             | 1                 | 1                 | 0                 | 0                 | 2        | 1      | 0           | 0          |
| D. Drpić      | 17            | 0             | 6             | 0             | -                 | -                 | -                 | -                 | 17       | 0      | 6           | 0          |